# 1972年ミュンヘンオリンピックのデンマーク選手団
1972年ミュンヘンオリンピックのデンマーク選手団（1972ねんミュンヘンオリンピックのデンマークせんしゅだん）は、1972年8月26日から9月11日にかけて西ドイツのミュンヘンで開催された1972年ミュンヘンオリンピックのデンマーク選手団、およびその競技結果。

## 概要
今大会は金メダル1個、合計1個のメダルを獲得した。

## メダル
| メダル | 選手名                   | 競技   | 種目                      |
| ------ | ------------------------ | ------ | ------------------------- |
| 金     | ニールス・フレッドボーグ | 自転車 | 男子1000mタイムトライアル |